# Otjikoto (jezioro)
Otjikoto – jezioro krasowe na terytorium północnej Namibii, w pobliżu górniczego miasta Tsumeb, w regionie Oshikoto. Jest jednym z dwóch stale wypełnionych wodą jezior Namibii. W odległości 15 km znajduje się bliźniacze jezioro Guinas. Przypuszczalnie te dwa zbiorniki połączone są ze sobą systemem wypełnionych wodą jaskiń.
Powierzchnia jeziora, przypominającego koło o średnicy około 100 m, wynosi 7075 m². Jezioro Otjikoto zostało odkryte w 1851 roku przez Charlesa Anderssona i Francisa Galtona. Nazwa jeziora w języku herero oznacza głęboką dziurę. Jezioro stanowi zalany wodą lej krasowy o głębokości maksymalnej (według różnych źródeł) od 62, przez 76 do nawet 100 m, który łączy się z niezbadanym systemem wypełnionych wodą jaskiń, sięgającym do parku narodowego Etosha.
Podczas I wojny światowej niemieckie oddziały Schutztruppe zatopiły w jeziorze swoją broń i amunicję, chcąc uniknąć przejęcia jej przez oddziały południowoafrykańskie i angielskie. Po wojnie część sprzętu została wydobyta i znajduje się obecnie w muzeum w Tsumeb.
Jezioro Otjikoto jest od 1955 roku narodowym pomnikiem przyrody Namibii.
Jezioro leżało na trasie rowerowej podróży przez Afrykę Kazimierza Nowaka.